# رموز أولمبية

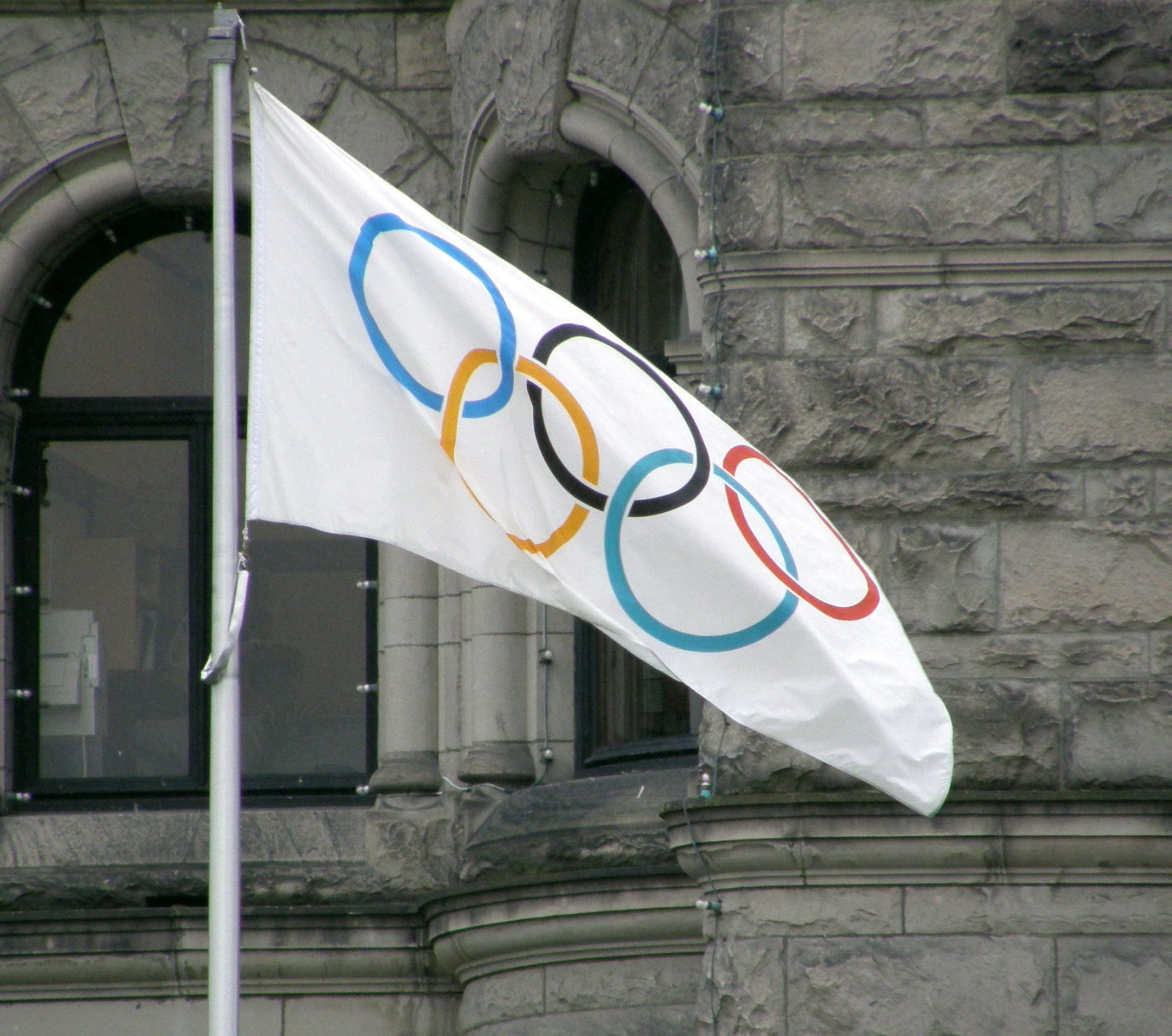
العلم الأولمبي

علم الأولمبياد

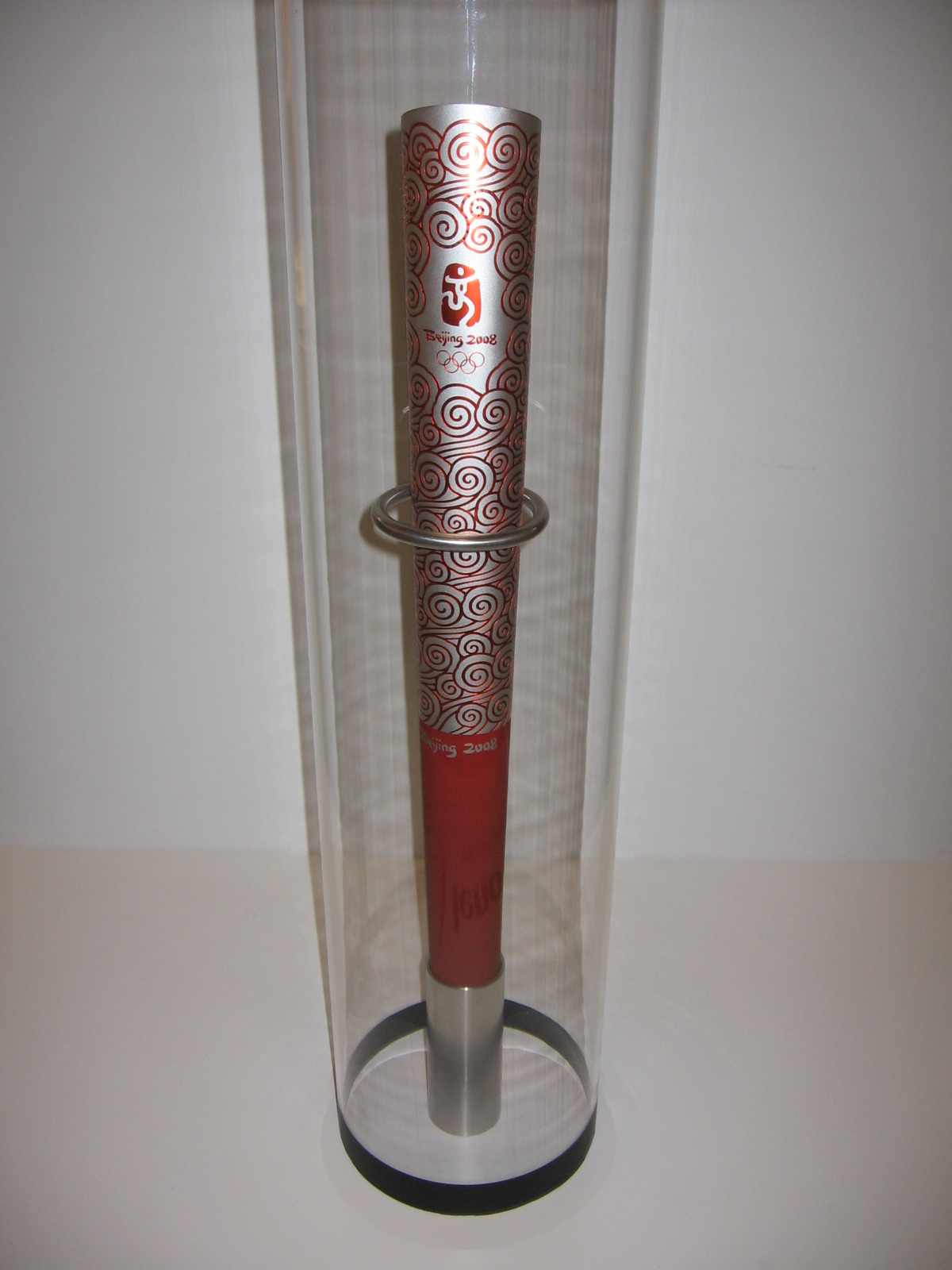
الشعلة الأولمبية لأولمبياد الصين سنة 2008

الرموز الأولمبية: هي أيقونات وأعلام ورموز يتم استعمالها من قبل اللجنة الأولمبية الدولية لتمثيل دورة الألعاب الأولمبية و من هذه الرموز الشعلة والبوق و الحلقات الملونة. و هي مشهورة ويمكن رؤيتها خلال العالم.

## الشعار
و هو الشعار الأولمبي يسمى هنديتريس وهو مكتوب باللغة اللاتينية عند مدخل الملاعب التي تجري فيها المباريات وهو CTTUS ALTIUS FORTIUS و تعني «اسرع، اعلى، أقوى» .[4] وتشير إلى روح المنافسة التي تلهب المتبارين المشاركين في الألعاب الأولمبية.
تم اقتراح هذا الشعار من قبل رجل فرنسي اسمه بيير دي كوبرتان الذي يعتبر مؤسس دورة الألعاب الأولمبية الحديثة كما نعرفها في وقتنا هذا. و قد أسست اللجنة الأولمبية الدولية سنة 1894. و قد أخذ بيير دي كوبرتان هذا الشعار من صديقه هنري دايدون الذي كان راهباً مسيحياً من الرهبنة الدومينيكانية و تم أستعماله أول مرة في الأولمبياد الصيفية في باريس سنة 1924.

## الحلقات الأولمبية

The five-ringed symbol of the Olympic Games

The first five-ringed symbol of the Olympic Games used between 1913 to 1986

The second five-ringed symbol of the Olympic Games used between 1986 to 2010

شعار دورة الألعاب الأولمبية الذي يتم استعماله في العلم الأولمبي وهو عبارة عن خمسة حلقات متشابكة مختلفة الألوان ترمز كل واحدة منها إلى واحدة من القارات الخمس المشاركة في الأولمبياد. والألوان هي الأحمر، الأسود، الأزرق، الأخضر، والأصفر و خلفها خلفية بيضاء، يرمز كل لون إلى قارة فالأحمر يرمز لأمريكا والأسود أفريقيا والأزرق أوروبا والأخضر أوقيانوسيا والأصفر آسيا. وقد صمم بيير دي كوبرتان هذا العلم سنة 1912. وكانت دورة الألعاب الأولمبية سنة 1914 قد تم الغائها بسبب الحرب العالمية الأولى. لذلك تم رفع العلم لأول مرة خلال الألعاب الأولمبية صيفية 1920 في بلجيكا.

## العلم
تم تصميم العلم من قبل بيير دي كوبرتان سنة 1912 حيث يرمز هذا العلم إلى أن كل دول العالم وكل الناس في العالم مرحب بهم بدون النظر إلى التفرقة العنصرية ويذكر ان الوان العلم الأولمبي تظهر على كل أعلام الدول في العالم. وقد أوضح كوربيتان أن الألوان التي اختارها للعلم: الحلقات مع الخلفية البيضاء، ترمز إلى ألوان جميع دول العالم بتاريخ 1913.

### اعلام محددة
هناك أعلام خاصة بكل مدينة تحتضن دورة الألعاب الأولمبية. و هذه الاعلام ليست الاعلام التي تستعمل لتمثيل شعار الدورة. و تلك الاعلام عادة ما يكون فيها رسمة أو كتابة أو الوان تمثل الشعار الخاص بتلك الدورة.

### علم أوسلو
و هو علم تم تسليمه من قبل أمين عام اللجنة الأولمبية الدولية إلى عمدة مدينة أوسلو خلال الألعاب الأولمبية الشتوية 1952 و كانت هذه المرة الأولى التي يسلم فيها العلم الأولمبي ومنذ ذلك الوقت يتم تسليم العلم الأولمبي إلى حد يومنا هذا كتقليد مهم قبل انطلاق الدورة.

### علم سيئول
وهو العلم الأولمبي خلال الألعاب الأولمبية الصيفية 1988 تم تسليمه لأول مرة إلى المدينة المستظيفة لدورة الألعاب الأولمبية التي تأتي بعد أربع سنوات.

## الشعلة الأولمبية
بدأ التقليد الحديث بنقل الشعلة الأولمبية من اليونان إلى المدينة المستضيفة لأول مرة في أولمبياد برلين 1936. و تكون قبل أن تبدأ دورة الألعاب، وقبل إضاءة الشعلة الأولمبية حيث تتم العملية باستعمال أشعة الشمس التي تتركز بواسطة عاكس لضوء الشمس تماماً كما أضائها قدماء اليونانيين، ويتم ذلك في موقع الألعاب الأولمبية القديمة في أولمبيا القديمة في اليونان. ثم يتم أخذ الشعلة من اليونان إلى البلاد أو القارة التي تقام فيها دورة الألعاب. ويتم حمل الشعلة الأولمبية من قبل الرياضيين، والقادة والمشاهير والناس العاديين على حد سواء لتتابع الشعلة، يوم حفل الافتتاح عندما تصل إلى الملعب الرئيسي حيث تستخدم لإشعال المرجل الذي يقع في مكان بارز من الملعب، للدلالة على بداية الألعاب رسمياً.

## التعويذات
تم استخدام أول تعويذة في الأولمبياد الشتوية سنة 1968 في غرونوبل فرنسا و منذ ذلك العام بدأ هذا كتقليد للمدن المستضيفة. و تعبر التعويذات عن حيوانات في تلك المنطقة أو رموز ترمز إلى ثقافة وحضارة الشعب الذي يسكن المنطقة والمدينة المستضيفة. في يومنا هذا، معظم المبيعات للدورات الأولمبية هي العاب قماش وألعاب فيديو ورسومات و صور هي للتعويذة حيث تمثل تلك الدورة.

## التحية الأولمبية
التحية الأولمبية هي نسخة للتحية الرومانية حيث تكون برفع وتمديد اليد اليمنى إلى الامام وكف اليد إلى الخارج والأسفل و الاصابع يجب ان تكون متلامسة. أيضاً اليد يجب ان ترفع أعلى من الكف.
التحية يمكن رؤيتها في الصور الرسمية لدورة الألعاب الأولمبية سنة 1924 في باريس وسنة 1936 في برلين. و قد استعملها الوفدان الكندي والفرنسي في أولمبياد برلين لتحية هتلر الذي كان يقف على المنصة عند دخول الفرق إلى الملعب الرئيسي.
وقد انتهى استعمال هذه التحية الأولمبية بعد انتهاء الحرب العالمية الثانية تجنباً لها بسبب تشابهها مع التحية النازية رغم انه لم تكن هناك مطالب رسمية بتوقف استعمالها. حالياً لا يستعملها أي وفد عند الدخول إلى الملعب الأولمبي الرئيسي وقت الأفتتاح.

## وصلات خارجية
- الألعاب الأولمبية الصيفية